# Магистрала 31 на САЩ
Магистрала 31 на САЩ (на английски: United States Route 31) е пътна магистрала, част от Магистралната система на Съединените щати преминаваща през щатите Алабама, Тенеси, Кентъки, Индиана и Мичиган. Обща дължина: с магистрала 31W – 1302,5 мили (2096,0 km); с магистрала 31E – 1300,8 мили (2093,2 km), от които най-много в щата Алабама 383,0 мили (616,2 km), най-малко – в щата Тенеси 141,0 мили (226,9 km).
Магистралата започва в центъра на градчето Спаниш Форт, разположено на източното крайбрежие на залива Мобайл, в южната част на щата Алабама. Насочва се на североизток, а след столицата Монтгомъри – на север, минава през големия град Бирмингам и на 18 km северно от окръжния център Атънс навлиза в щата Тенеси. Тук минава през 3 окръжни центъра и в центъра на столицата Нашвил се разделя на два клона – Магистрала 31W и Магистрала 31E.
- Магистрала 31W (обща дължина 196,0 мили, 315,4 km) продължава от град Нашвил на север и след 64 km навлиза на територията на щата Кентъки. Тук преминава през окръжните центрове Франклин, Боулинг Грийн, Мънфордвил и Елизабеттаун и в град Луисвил, след 156 мили (251 km) се събира с Магистрала 31Е.
- Магистрала 31Е (обща дължина 194,3 мили, 312,6 km) продължава от град Нашвил на североизток, преминава през окръжниа център Галатин и след 54 мили (226,9 km) навлиза на територията на щата Кентъки. Тук преминава през окръжните центрове Скотсвил, Глазгоу, Ходжънвил и Бърдстоун и в град Луисвил, след 140,3 мили (225,7 km) се събира с Магистрала 31W.

От град Луисвил Магистрала 31 пресича река Охайо и навлиза в щата Индиана. Тук тя има северно направление, като на протежение от 266 мили (428,1 km) преминава през 12 окръжни центъра, в т.ч. през столицата Индианаполис и на 6 km северно от град Саут Бенд, напуска пределите на Индиана и навлиза на територията на щата Мичиган. Тук по цялото си протежение от 356,5 мили (573,8 km) Магистрала 31 следи източното крайбрежие на езерото Мичиган, като преминава през 8 окръжни центъра и завършва при изход № 336 на , на 5 km южно от протока Макинак, свързващ езерата Мичиган е Хюрън
От Магистрала 31 на САЩ се отделят 4 вторични магистрали, която също са част от Магистралната система на Съединените щати:
- Магистрала 131  в щата Мичиган 270 мили (464,5 km);
- Магистрала 231  в щатите Флорида, Алабама, Тенеси, Кентъки и Индиана 912 мили (1468 km);
- Магистрала 331  в щатите Флорида и Алабама 149,8 мили (241,1 km);
- Магистрала 431  в щатите Алабама, Тенеси и Кентъки 556 мили (895 km).

| Щат     | мили  | km    | Градове (центрове на окръзи), граници, реки и др. | Щат     | мили   | km     | Градове (центрове на окръзи), граници, реки и др. |
| ------- | ----- | ----- | ------------------------------------------------- | ------- | ------ | ------ | ------------------------------------------------- |
| Алабама |       |       |                                                   |         | 156,0  | 251,0  | + , гр. Луисвил, граница с Индиана, р. Охайо      |
|         | 0,0   | 0,0   | гр. Спаниш Форт                                   | Индиана | 680,0  | 1094,1 |                                                   |
|         | 15,0  | 24,1  | гр. Бей Минет                                     |         | 0,0    | 0,0    | граница с Кентъки, р. Охайо                       |
|         | 63,0  | 101,4 | гр. Брутън                                        |         | 6,2    | 9,9    | гр. Джеферсънвил                                  |
|         | 91,0  | 146,4 | гр. Евъргрийн                                     |         | 29,8   | 47,9   | гр. Скотсбърг                                     |
|         | 135,0 | 217,2 | гр. Грийнвил                                      |         | 65,3   | 105,1  | гр. Колумбус                                      |
|         | 179,0 | 288,0 | гр. Монтгомъри                                    |         | 87,3   | 140,1  | гр. Франклин                                      |
|         | 219,0 | 352,4 | гр. Клантън                                       |         | 109,3  | 175,4  | гр. Индианаполис                                  |
|         | 271,0 | 436,0 | гр. Бирмингам                                     |         | 170,9  | 275,1  | гр. Коукъмоу                                      |
|         | 327,0 | 526,1 | гр. Кълман                                        |         | 212,4  | 341,8  | гр. Рочестър                                      |
|         | 357,0 | 574,4 | гр. Дисейтър                                      |         | 234,2  | 376,9  | гр. Плимът                                        |
|         | 372,0 | 598,5 | гр. Атънс                                         |         | 262,2  | 422,0  | гр. Саут Бенд                                     |
|         | 383,0 | 616,2 | граница с Тенеси                                  |         | 266,0  | 428,1  | граница с Мичиган                                 |
| Тенеси  | 383,0 | 612,2 |                                                   | Мичиган | 946,0  | 1522,2 |                                                   |
|         | 0,0   | 0,0   | граница с Алабама                                 |         | 0,0    | 0,0    | граница с Индиана                                 |
|         | 22,0  | 35,4  | гр. Пуласки                                       |         | 15,5   | 24,9   | гр. Сейнт Джоузеф                                 |
|         | 52,0  | 83,7  | гр. Колумбия                                      |         | 93,9   | 151,1  | гр. Грант Хейвън                                  |
|         | 79,0  | 127,1 | гр. Франклин                                      |         | 114,2  | 183,8  | гр. Мъскийгън                                     |
|         | 101,0 | 162,5 | гр. Нашвил ← – →                                  |         | 199,2  | 320,5  | гр. Манистий                                      |
|         | 40,0  | 64,4  | , Нашвил – граница с Кентъки                      |         | 222,9  | 358,7  | гр. Бюла                                          |
|         | 54,0  | 86,9  | , Нашвил – граница с Кентъки                      |         | 256,6  | 413,0  | гр. Травърс Сити                                  |
|         | 141,0 | 226,9 | граница с Кентъки                                 |         | 305,8  | 492,1  | гр. Шарлъвой                                      |
| Кентъки | 524,0 | 843,1 |                                                   |         | 323,5  | 520,7  | гр. Петоски                                       |
|         | 156,0 | 251,0 | , граница с Тенеси – гр. Луисвил                  |         | 356,5  | 573,8  | изход 336                                         |
|         | 140,3 | 225,7 | , граница с Тенеси – гр. Луисвил                  | Общо    | 1302,5 | 2096,0 |                                                   |